# Otto Siegburg
Otto Siegburg, né à Oberhausen en Allemagne, le 28 juillet 1895 et mort le 1er février 1952 à Bottrop en Allemagne[à vérifier], est un criminel de guerre nazi qui fut particulièrement zélé dans l'arrestation et la déportation des Juifs de Belgique. Membre de la SIPO-SD à Bruxelles où il assumait la charge de kriminal sekretar (policier judiciaire), il procéda aux arrestations domiciliaires, fréquemment violentes, de centaines de Juifs. Il sera le seul à être condamné par une juridiction belge en 1949 au motif de crime contre l'humanité.

## Éléments biographiques
Otto Siegburg rejoint le NSDAP en 1933 et la toute récente Gestapo d'Hermann Göring qui le base à Bottrop en Allemagne. En septembre 1939, il intègre les einsatzgruppen IV qui sévirent dans la Province de Poznań et à Lodz en éliminant les élites polonaises et les populations juives.
Otto Siegburg y acquiert une expérience qui sera déterminante pour la suite en matière de meurtres collectifs.
En mars 1943, il intègre la SIPO-SD de Bruxelles au sein de la section IV-B-3 jusqu'en décembre puis la section IV-C, la surveillance des étrangers. Il est sous les ordres de Fritz Erdmann, Kurt Asche puis de Felix Weidmann. Il travaille fréquemment avec Icek Glogowski, le "Gros Jacques" et d'autres membres de la judenabteilung. Il interpelle ainsi, en équipe de 3 à 6, des centaines de Juifs dans le cadre d'arrestations domiciliaires. Arrêtés, ils font un court séjour au siège de la Gestapo, avenue Louise, où il est fréquent qu'ils soient battus et torturés avant que d'être transférés à la caserne Dossin à Malines, le SS Juden Sammellager Mecheln, antichambre d'Auschwitz.
En août 1944, à la veille de la libération de Bruxelles, il réintègre ses fonctions au sein de la Gestapo à Bottrop en Allemagne.
En avril 1945, il se livre aux autorités britanniques qui l'interrogent une première fois. Il est interné au no 4 Civilian Internment Camp (CIC) à Recklinghausen. Le 26 novembre 1945, il est extradé vers la Belgique.

### Instruction
Deux juges d'instruction belges vont se succéder dans ce dossier, Jacques Warnant instruira le dossier de décembre 1947 à octobre 1949, à sa suite, Edgard Dubois reprendra les investigations.
D'emblée, l'arsenal judiciaire belge se heurte à sa propre législation qui a érigé en principe la non rétroactivité des lois. À ce titre, le Statut de Nuremberg qui a défini le crime contre la paix, le crime de guerre et le crime contre l'humanité doivent trouver à s'articuler avec la législation belge. Le procureur général, Walter Ganshof van der Meersch étudie la possibilité d'opposer l'article 118bis du code pénal belge qui punit de mort toute personne « qui aura sciemment servi la politique ou les desseins de l’ennemi ». Hélàs, en août 1948 le jugement en cassation du procès de la SIPO-SD de Charleroi annule les décisions prises sur cette base en raison du fait que le 118bis envisage la haute trahison et ne peut par conséquent être opposé à des ressortissants Nazis. L'instruction est à reprendre depuis le début et il sera désormais impératif de trouver à qualifier des crimes in specie aux termes de la loi belge,.
L'instruction va alors s'intéresser à des faits précis: une fusillade survenue lors du convoi n° 21 du 31 juillet 1943 qui acheminait 1 553 détenus vers Auschwitz. 4 des dix évadés furent abattus et deux autres seront repris. Otto Siegburg qui était l'accompagnateur du train aurait été l'un des auteurs. L'instruction s'intéresse également au meurtre d'un cambrioleur juif qui pourrait également lui être attribué mais ces pistes se révèlent peut concluantes tant les preuves font défaut.
En mars 1949, l'instruction connait un rebondissement au travers des témoignages de Max Brunner et de Sacher Hellman qui furent tous deux battus violemment par Otto Siegburg. Max Brunner avait été arrêté place Stéphanie, puis battu dans les caves de la Gestapo, avenue Louise avant d'être transféré à Malines et déporté à Ravensbrück via le convoi Z1 du 13 décembre 1943 dont Otto Siegburg assurait la direction. Sacher Hellman quant à lui avait été arrêté le 17 février 1944 et avait également connu les violences bestiales d'Otto Siegburg. Le 14 juin 1949, Max Brunner souhaite faire une déposition complémentaire au cours de laquelle il explique que lorsqu'il était incarcéré avenue Louise, Otto Siegburg avait jeté dans sa cellule un homme battu à mort, s'adressant à Max Brunner il lui dit : « regarde ce qui t'attend ». L'homme meurt une heure plus tard. L'instruction découvre alors que ce meurtre a fait l'objet d'une enquête de la police de Wemmel en 1946. On retrouve les dépositions, les témoins, tout accable Otto Siegburg qui lors d'une arrestation domiciliaire, le 11 juin 1943, a battu d'abord à mains nues puis avec des manches d'outils, Erner Hillel qui était hébergé dans la famille Duvivier. Le pauvre homme racontèrent-ils saignait des yeux et des oreilles. Otto Siegburg jettera même trois manches cassés sur la table de la cuisine en lançant aux Duvivier : « en souvenir de votre Juif ».
Le procès peut avoir lieu, Otto Siegburg sera poursuivi pour coups et blessures et assassinat.

### Le procès
Le procès s'ouvre le 19 décembre 1949 devant le conseil de guerre du Brabant. Le procureur général est Walter Ganshof van der Meersch, les juges sont Achille Maréchal et Joseph Dautricourt. Le ministère public est assuré par Edgard Dubois. En première instance, Otto Siegburg est reconnu coupable de l'ensemble des chefs d'accusation et partant de là de crime contre l'humanité. Il est condamné à mort. Il fait appel de cette décision et obtient une requalification des faits en coups et blessures volontaires ayant entraîné la mort. En seconde instance, il est condamné à 15 années de travaux forcés. À aucun moment, lors de son procès, Otto Siegburg ne reconnut avoir commis quoi que ce fut.
Otto Siegburg meurt deux années plus tard à Bottrop, le 1er février 1952.